# Месик, Иван
И́ван Ме́сик (словац. Ivan Mesík; 1 июня 2001, Банска-Бистрица, Словакия) — словацкий футболист, защитник нидерландского клуба «Хераклес» и сборной Словакии.

## Клубная карьера
Месик — воспитанник клубов «Дукла» и трнавского «Спартака». 18 мая 2019 года в матче против «Нитры» он дебютировал в чемпионате Словении в составе последнего. В своём дебютном сезоне Месик помог команде выиграть Кубок Словении. 4 августа в поединке против «Нитры» Иван забил свой первый гол за «Спартак». В начале 2020 года Месик перешёл в датский «Норшелланн», подписав контракт на 5 лет. 29 мая в матче против «Силькеборга» он дебютировал в датской Суперлиге.
5 июня 2024 года подписал четырёхлетний контракт с нидерландским клубом «Хераклес». 11 августа дебютировал за клуб в гостевом матче Эредивизи против «Спарты».

## Достижения
Клубные
«Спартак» (Трнава)
- Обладатель Кубка Словакии — 2018/2019